# Bitwa o Zacatecas
Bitwa o Zacatecas – starcie zbrojne, które miało miejsce w roku 1914 w trakcie rewolucji meksykańskiej (1910–1920).
Po przewrocie wojskowym w roku 1913, przeciwko dyktatorowi Huercie sojusz zawarły ugrupowania Pancho Villi, Emiliano Zapaty oraz konstytucjonaliści generała Carranzy. W kwietniu 16-tysięczna armia rewolucjonistów zdobyła miasto Torreón, po czym skierowała się na kolejny ważny węzeł komunikacyjny Zacatecas, obsadzony przez 10 000 żołnierzy sił rządowych pod dowództwem generała Luisa Mediny Barróna. Dnia 22 czerwca rewolucjoniści rozpoczęli szturm na miasto, wypierając wojska przeciwnika na południe. W listopadzie 1914 r. generał Carranza wystąpił przeciwko dotychczasowym sojusznikom i po krótkiej walce zmuszony został do wycofania się z Zacatecas. Ostatecznie dnia 27 listopada wojska Pancho Villi i Emiliano Zapaty wkroczyły ponownie do miasta.